# Lorquí
Lorquí è un comune spagnolo di 6 996 abitanti situato nella comunità autonoma di Murcia.